# Bevatron

Das Bevatron im Jahr 1996

Bevatron war der Name des ersten großen Synchrotrons, eines Teilchenbeschleunigers für Protonen. 
Ernest Lawrence erbaute das Bevatron 1954 an der Universität von Berkeley (Kalifornien). Der Name des Protonenbeschleunigers stammt von seiner Maximalenergie von 6,2 BeV (billion electron volts), deutsch (und international heute üblich) 6,2 GeV. Eine Vielzahl schwerer Elemente, die in der Natur nicht vorkommen, konnte mit dieser Forschungseinrichtung erzeugt werden. Im Jahr 1955 wurde mit dem Bevatron erstmals das Antiproton nachgewiesen, später das Antineutron. Es wurde später mit dem Super HILAC (einem Linearbeschleuniger für schwere Ionen) zum Bevalac zusammengefasst und 1993 stillgelegt. In den Jahren 2009 bis 2011 wurde es demontiert.